# Débat Copleston-Russell
Le débat Copleston-Russell est un échange oratoire concernant l'existence de Dieu ayant eu lieu entre Frederick Copleston et Bertrand Russell diffusé sur la troisième chaîne de la BBC le 28 janvier 1948 puis à nouveau en avril 1959 . Le débat s'articule autour de deux lignes argumentaires : les arguments métaphysiques et les arguments moraux. Selon Graham Oppy et Nick Trakakis, l’argumentation du débat est caractéristique de la rhétorique théiste et athée dans la seconde moitié du XXe siècle, l'approche de Russell étant souvent reprise par les athées à la fin du XXe siècle.
À la demande  de Michael Polanyi, le texte de l'émission paraît dans le dernier numéro de l'automne 1948 de l’éphémère journal Humanitas, A University Quarterly journal,. Il est réimprimé dans l'édition britannique du livre de Russel Why I Am Not A Christian and Other Essays on Religion and Related Subjects (1957) et dans de nombreuses anthologies depuis.

## Aperçu
La position de Copleston est que l'existence de Dieu peut être prouvée philosophiquement. La position de Russell est celle d'un agnostique (au sens où lui-même et Copleston entendent ce terme) selon lequel la non-existence de Dieu ne peut être démontrée. Que Russell soit agnostique ou athée est une question qu'il avait déjà abordée en 1947. S'adressant à d'autres philosophes, avait-il dit, il s'identifierait comme agnostique. Mais pour « l'homme ordinaire de la rue », il s'identifierait comme athée car il pense que le Dieu chrétien n'existe pas plus que les dieux de la Grèce antique et que l'un comme les autres ne sont pas « suffisamment probables pour mériter une considération sérieuse ».
Copleston soutient que l'existence de Dieu peut être prouvée par la contingence : seule l'existence de Dieu donnerait un sens à « l'expérience morale et religieuse de l’homme » : 
« First, that the existence of God can be philosophically proved by a metaphysical argument; secondly, that it is only the existence of God that will make sense of man's moral experience and of religious experience. [...] As regards the metaphysical argument, we are apparently in agreement that what we call the world consists simply of contingent beings. That is, of beings no one of which can account for its own existence. You say that the series of events needs no explanation: I say that if there were no necessary being, no being which must exist and cannot not-exist, nothing would exist. The infinity of the series of contingent beings, even if proved, would be irrelevant. Something does exist; therefore, there must be something which accounts for this fact, a being which is outside the series of contingent beings. If you had admitted this, we could then have discussed whether that being is personal, good, and so on. [...] the problem of God's existence is an existential problem whereas logical analysis does not deal directly with problems of existence. »
— Frederick Copleston, 

« Premièrement, que l'existence de Dieu peut être prouvée philosophiquement par un argument métaphysique ; deuxièmement, que c'est seulement l'existence de Dieu qui donnera un sens à l'expérience morale de l'homme et à l'expérience religieuse. [...] En ce qui concerne l'argument métaphysique, nous sommes apparemment d'accord pour dire que ce que nous appelons le monde consiste simplement en des êtres contingents. C'est-à-dire d'êtres dont aucun ne peut rendre compte de sa propre existence. Vous dites que la série d'événements ne nécessite aucune explication : Je dis que s'il n'y avait pas d'être nécessaire, d'être qui doit exister et ne peut pas ne pas exister, rien n'existerait. L'infinité de la série d'êtres contingents, même si elle était prouvée, ne serait pas pertinente. Quelque chose existe, donc il doit y avoir quelque chose qui rende compte de ce fait, un être qui est en dehors de la série des êtres contingents. Si vous l'aviez admis, nous aurions alors pu discuter de la question de savoir si cet être est personnel, bon, etc. [...] le problème de l'existence de Dieu est un problème existentiel alors que l'analyse logique ne traite pas directement des problèmes d'existence. »
— 
Russell cependant estime les deux arguments peu convaincants. Selon lui l'argument de Copleston à partir de la contingence est une erreur et il existe de meilleures explications à notre expérience morale et religieuse :
« First, as to the metaphysical argument: I don't admit the connotations of such a term as "contingent" or the possibility of explanation in Father Copleston's sense. I think the word "contingent" inevitably suggests the possibility of something that wouldn't have this what you might call accidental character of just being there, and I don't think is true except in the purely causal sense. You can sometimes give a causal explanation of one thing as being the effect of something else, but that is merely referring one thing to another thing and there's no—to my mind—explanation in Father Copleston's sense of anything at all, nor is there any meaning in calling things "contingent" because there isn't anything else they could be. [...] I cannot attribute a Divine origin to this sense of moral obligation, which I think is quite easily accounted for in quite other ways. »
— Bertrand Russell

« D'abord, en ce qui concerne l'argument métaphysique : Je n'admets pas les connotations d'un terme tel que "contingent" ou la possibilité d'une explication au sens du père Copleston. Je pense que le mot "contingent" suggère inévitablement la possibilité de quelque chose qui n'aurait pas ce caractère que l'on pourrait appeler accidentel d'être simplement là, et je ne pense pas que cela soit vrai, sauf dans le sens purement causal. Vous pouvez parfois donner une explication causale d'une chose comme étant l'effet d'une autre chose, mais c'est simplement référer une chose à une autre chose et il n'y a pas, à mon sens, d'explication au sens du père Copleston de quoi que ce soit, et il n'y a pas non plus de sens à appeler les choses "contingentes" parce qu'il n'y a rien d'autre qu'elles pourraient être. [...] Je ne peux pas attribuer une origine divine à ce sens de l'obligation morale, qui, à mon avis, s'explique assez facilement d'autres manières. »